# Белая лига
Белая лига (англ. White League или англ. White man's league) — военизированная террористическая организация, созданная на юге Соединённых Штатов в 1874, чтобы запугивать вольноотпущенников от свободного волеизъявления на голосованиях.

## История
Сформирована в Грант-Пэрише и соседних округах, состояла из многих ветеранов Конфедерации, которые участвовали в бойне в Колфаксе в апреле 1873. Вскоре были основаны отделения в Новом Орлеане и других районах штата Луизиана. Члены Белой лиги были включены в состав государственной милиции и Национальной гвардии. Организация прекратила существование в 1876, при этом многие её члены пополнили Ку-клукс-клан.